# Sigismund Calles
Sigismund Calles (* 12. März 1696 in Aggsbach, Niederösterreich; † 3. Januar 1767 in Wien) war ein österreichischer Jesuit und Historiker.

## Biographie
Sigismund Calles trat 1711 der Gesellschaft Jesu bei. An den Gymnasien in Klagenfurt und Leoben wirkte er als Lehrer für Griechisch und Latein. Von 1737 bis 1746 war er an der Universität Wien als Professor der Geschichte tätig. Mit seinen Annales Austriae legte er eine der ersten wissenschaftlichen Abhandlungen über die Geschichte Österreichs vor.

## Werke
- Annales Austriae ab ultimae aetatis memoria ad Habsburgicae gentis principes deducti. 2 Bände. Leopold Joannis Kaliwoda, Wien 1750 (Digitalisate: Band 1, Band 2).
- Series Misnensium Episcoporum cum ex aliis documentis, tum praesertim ex litterarum, contractuum ac donationum Misnensis Ecclesiae breviario manuscripto restituta et illustrata. E. F. Bader, Regensburg/Wien 1752 (Digitalisat).
- Annales ecclesiastici Germaniae. 6 Bände. Wien 1756–1769.